# Assedio di Van

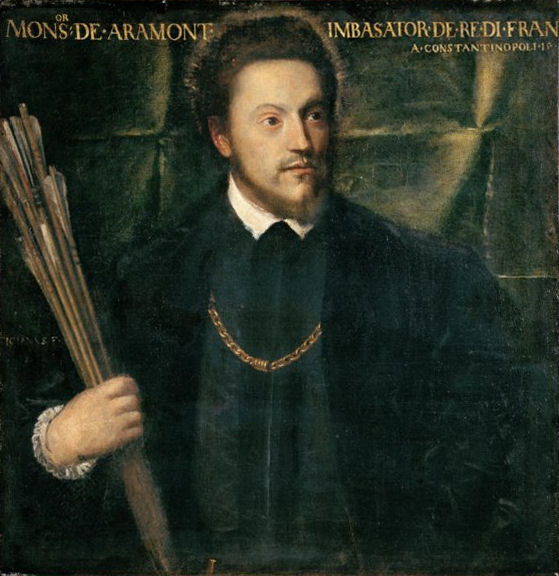
L'ambasciatore francese Gabriel de Luetz che partecipò alla campagna ottomana.

L'assedio di Van avvenne nel 1548 quando Solimano il Magnifico attaccò la Persia nella sua seconda campagna della guerra ottomano-safavide.
La città di Van venne accerchiata, messa sotto assedio e bombardata. In questa campagna, Solimano venne accompagnato dall'ambasciatore francese Gabriel de Luetz. Questi riuscì a dare al sultano ottomano decisivi consigli militari, come quello di piazzare l'artiglieria durante l'assedio.